# 2009年西爪哇地震
2009年西爪哇地震是指2009年9月2日发生于印度尼西亚西爪哇省近海的强烈地震。该次地震震中位于南纬7.782度、东经107.297度，震级为MW 7.0级、Ms 7.2级，最大烈度为7(VII)度。本次地震共造成79人遇难，另有1250人受伤，是印度尼西亚国内自2006年7月爪哇地震以来造成遇难人数最多的一次地震。本次地震已被美国地质调查局列入2009年显著地震列表。

## 发震背景
由于处于印度洋板块和欧亚板块动力碰撞的影响区，印度尼西亚被广泛地认为是地震多发的国家。印度洋板块以约50至70mm/yr的速度向东北方向运动，与欧亚板块碰撞汇聚于班达弧，形成了巽他—爪哇海沟，并在爪哇和苏门答腊陆块之间形成了绵延3000千米的断裂带和活火山群。
本次地震震中接近爪哇岛南部海域的构造边界，历史上该地区地震活动频繁。除本次地震外，历史上，该地区曾还发生过1943年中爪哇地震、1994年爪哇地震和2004年印度洋大地震等多次灾害性地震。其中，2004年12月发生在印度洋东部的MS 8.7级大地震是这一海域有观测记录以来，发生的规模最大的地震，也是有史以来震级最高的地震之一。有地震学家指出，印度洋东部洋域本身具备的海洋深度、断层上下错动的特征十分有利于巨大海啸的发生，因而该地域具有很高的地震与海啸危险性。

## 震害情况
除震中距较小的西爪哇省有强烈震感外，印度尼西亚首都雅加达的居民也感受到了震感。美国地质调查局根据在线互联网震感调查收集到的报告，另推测出本次地震的最大烈度为7(VII)度。本次地震共造成79人遇难，另有1250人受伤，是印度尼西亚国内自2006年7月爪哇地震以来造成遇难人数最多的一次地震。其中，有数十人是因为被泥石流吞噬遇难的。位于西爪哇省的重灾区打橫和万隆在本次地震中受灾严重，至少有8.7万栋建筑不同程度地受损。
时任印度尼西亚总统苏西洛·班邦·尤多约诺和夫人在震后一同前往西爪哇省参加悼念遇难者活动。